# قنجر منقط أبيض
قنجر منقط أبيض (الاسم العلمي: Conger myriaster) (بالإنجليزية: Whitespotted conger)‏ هو نوع من الأسماك يتبع جنس القنجر من الفصيلة القنجرية.